# آه، راز شیرین زندگی: داستان‌های روستایی رولد دال
آه، راز شیرین زندگی: داستان‌های روستایی رولد دال، مجموعه‌ای از داستان‌های کوتاه نوشته رولد دال است که در سال ۱۹۸۹ منتشر شد. این کتاب مجموعه‌ای از هفت داستان رولد دال است که در دهه‌های ۱۹۵۰ تا ۱۹۷۰ در مجلات و مجموعه‌های مختلف منتشر شده است. این کتاب که سرشار از کمدی سیاه است، داستان‌های تهوع‌آور و عجیب و غریبی دربارهٔ شکار موش، پرورش کرم، شکار غیرقانونی و رمز و رازها و عجیب و غریب‌های زندگی روستایی را در بر می‌گیرد.

## فهرست مطالب

### آه، راز شیرین زندگی
این داستان به سفارش نیویورک تایمز نوشته و در ۱۴ سپتامبر ۱۹۷۴ منتشر شد. عنوان آهنگ از ترانه ریدا جانسون یانگ برای آهنگ ماریتای شیطون گرفته شده است.

### موش‌گیر
این داستان و سه داستان بعدی تحت عنوان «سگ کلود» در مجموعه داستان کسی مثل تو اثر دال در سال ۱۹۵۳ گردآوری شده‌اند.
یک موش‌گیر برای مبارزه با هجوم موش‌ها به پمپ بنزین کلود می‌آید. او مقداری جو دوسر مسموم را در اطراف یک انبار کاه در آن سوی جاده پخش می‌کند. چند روز بعد وقتی برای جمع‌آوری موش‌های مرده به آنجا می‌رسد، از اینکه هیچ موشی پیدا نمی‌کند، آزرده خاطر می‌شود.

### آقای فیسی
اولین بار با عنوان «مسابقۀ سگ‌ها» در مجلۀ نیویورکر در ۲۵ ژوئیه ۱۹۵۳ منتشر شد. کلود و گوردون سگ تازی خود را که در پیست‌های آقای فیسی با آن مسابقه می‌دادند، با هم عوض می‌کنند. سگ اصلی با نام پلنگ سیاه، دوندۀ وحشتناکی است و به راحتی می‌تواند سگ‌هایی را که لنگ می‌زنند، شکست دهد.